# لوتار میلده
لوتار میلده (آلمانی: Lothar Milde؛ زادهٔ ۸ نوامبر ۱۹۳۴) پرتاب‌گر دیسک اهل آلمان بود.